# ويليام بارا (لاعب كرة قدم)
ويليام بارا (بالإسبانية: William Parra Sinisterra) هو لاعب كرة قدم كولومبي في مركز الدفاع، ولد في 1 مارس 1995 في El Charco ‏ في كولومبيا. لعب مع إنديبندينتي ميديلين ونادي هلسنكي.

## وصلات خارجية
- ويليام بارا على موقع قاعدة بيانات كرة القدم.إي يو (الإنجليزية)
- ويليام بارا على موقع Soccerway.com (الإنجليزية)
- ويليام بارا على موقع AS.com (الإسبانية)